# Chunganahalli, Chiknayakanhalli
Chunganahalli là một làng thuộc tehsil Chiknayakanhalli, huyện Tumkur, bang Karnataka, Ấn Độ.